# ديفيد سوتو سانشيز
ديفيد سوتو سانشيز (بالإسبانية: David Soto Sánchez)‏ (16 أكتوبر 1993 في إسبانيا - ) هو لاعب كرة قدم إسباني في مركز الدفاع. لعب مع سلتا فيغو ب وسلتا فيغو ونادي ألميريا ب.

## وصلات خارجية
- ديفيد سوتو سانشيز على موقع قاعدة بيانات كرة القدم.إي يو (الإنجليزية)
- ديفيد سوتو سانشيز على موقع Soccerway.com (الإنجليزية)